# The Walking Dead (Fernsehserie)/Staffel 1
Die erste Staffel der US-amerikanischen Fernsehserie The Walking Dead war vom 31. Oktober bis zum 5. Dezember 2010 beim US-amerikanischen Kabelsender AMC zu sehen. Die deutschsprachige Erstausstrahlung sendete der Pay-TV-Sender FOX vom 5. November bis zum 10. Dezember 2010.

## Besetzung
Die erste Staffel hat sieben Hauptfiguren, welche alle im Intro aufgeführt werden.

### Hauptbesetzung
- Andrew Lincoln als Rick Grimes
- Jon Bernthal als Shane Walsh
- Sarah Wayne Callies als Lori Grimes
- Laurie Holden als Andrea
- Jeffrey DeMunn als Dale Horvath
- Steven Yeun als Glenn Rhee
- Chandler Riggs als Carl Grimes

### Nebenbesetzung
- Norman Reedus als Daryl Dixon
- Emma Bell als Amy
- Juan Pareja als Morales
- Melissa McBride als Carol Peletier
- IronE Singleton als Theodore Douglas
- Jeryl Prescott als Jacqui
- Michael Rooker als Merle Dixon
- Andrew Rothenberg als Jim
- Adam Minarovich als Ed Peletier
- Madison Lintz als Sophia Peletier
- Noah Emmerich als Edwin Jenner
- Lennie James als Morgan Jones

## Handlung
Der Deputy Sheriff des fiktiven King County, Rick Grimes, wird im Einsatz schwer verletzt und fällt daraufhin in ein wochenlanges Koma. Als er erwacht, befindet er sich in einem menschenleeren, verwüsteten Krankenhaus, in dessen Umgebung verstreut unzählige Leichen liegen. Mit Entsetzen stellt Rick fest, dass einige von ihnen trotz schwerster Verstümmelungen und längst eingesetzter Verwesung noch zu leben scheinen. Rick schlägt sich bis zu seinem Haus durch, doch von seiner Frau Lori und dem 12-jährigen Sohn Carl fehlt jede Spur. Auf der Straße vor seinem Haus wird Rick von zwei Überlebenden, Morgan und dessen Sohn Duane, gefunden und in deren Versteck mitgenommen. Von ihnen erfährt Rick, dass die Stadt vor einiger Zeit ohne jede Vorwarnung von blutrünstigen Zombies überrannt wurde und die Menschen, die sich nicht rechtzeitig retten konnten, ums Leben kamen und selbst zu Zombies wurden. Als Ursache wird eine Krankheit vermutet, mit der sich die Menschen infizierten. Das gesamte Informationsnetz ist zusammengebrochen, es gibt keine politischen oder militärischen Strukturen mehr und die wenigen überlebenden Menschen sind auf sich allein gestellt. Nach ihrer Verwandlung wandern die Zombies meist ziellos durch die Gegend und fallen – von Gerüchen, Geräuschen oder Wärme angelockt – alles Lebendige an, das ihnen über den Weg läuft und zerfleischen es mit bloßen Zähnen. Der einzige Weg sie endgültig zu töten, sind gezielte Verletzungen des Gehirns, ob durch stumpfe Gewalt, Messer oder Schusswaffen. Da Rick vom Überleben seiner Familie überzeugt ist, begibt er sich bald auf die Suche nach ihr. Dabei betritt er ahnungslos das von Zombies überrannte Atlanta und wird von Glenn und dessen Gruppe aus seiner Notlage gerettet. In deren Lager außerhalb von Atlanta trifft Rick unverhofft seine Familie sowie seinen Freund und Kollegen bei der Polizei, Shane Walsh, wieder. In dem Glauben Rick sei tot, hat Lori inzwischen eine Beziehung mit Shane angefangen, wovon Rick zunächst nichts ahnt. Ihre Verbindung zu Shane bricht Lori abrupt ab.
Rick und Shane übernehmen fortan gemeinsam die Anführerrolle unter den Atlanta-Überlebenden, worunter sich die Schwestern Andrea und Amy, die scheue Carol mit ihrem gewalttätigen Ehemann Ed und Tochter Sophia, der schusselige T-Dog, der fürsorgliche Witwer Dale sowie der eigenbrötlerische Daryl befinden. Daryls aufsässiger, rassistischer Bruder Merle, der bei der Flucht aus Atlanta aufgrund seines despektierlichen Verhaltens mit Handschellen gefesselt auf einem Hausdach zurückgelassen wurde, ist bei einer anschließenden Rettungsmission verschwunden – er hatte sich aus Verzweiflung eine Hand abgetrennt, um sich zu befreien. Rick und seine Begleiter bergen Ricks ebenfalls liegengelassenen Seesack voller Waffen und kehren in ihr Camp zurück. Während ihrer Abwesenheit wird das Camp von Zombies überrannt und die Gruppe erleidet zahlreiche Verluste, darunter auch Amy und Carols Mann Ed. Die überlebenden Gruppenmitglieder entscheiden sich daraufhin, ihr Lager abzubrechen und das in Atlanta befindliche Zentrum für Krankheitskontrolle und Prävention (engl. Centers for Disease Control and Prevention, kurz: CDC) aufzusuchen, wo sie sich noch überlebende Mitarbeiter und möglicherweise auch die Rettung vor der Apokalypse erhoffen. Einige Mitglieder entscheiden sich, eigene Wege einzuschlagen und verlassen die Gruppe. Im CDC erklärt der einzig verbliebene Dr. Edwin Jenner den Überlebenden anhand einer bei seinen Forschungen entstandenen Videoaufzeichnung zentrale Details zur Seuche und deren Wirkungsweise im menschlichen Gehirn. Die Infektion hat sich so weit ausgebreitet, dass davon auszugehen ist, dass praktisch alle Menschen bereits infiziert sind. Jenner zeigt auf, wie die Krankheit sich ausbreitet und den Wirt. Erst nach dem Tod greift sie auf das Gehirn über und reaktiviert das Stammhirn, sodass die Verstorbenen wieder auferstehen und Urinstinkten wie Laufen und Essen folgen. Jenner ist überzeugt, dass es keine Hoffnung mehr auf Heilung gibt, da die vernetzten Forschungszentren seit Wochen nicht mehr in Betrieb zu sein scheinen. Als die Energieressourcen des CDC zu Neige gehen, leitet es seine automatische Selbstzerstörung ein und Ricks Gruppe ist erneut zur Flucht gezwungen. Die Überlebende Jaqui bleibt bei Dr. Jenner in der Absicht des selbstbestimmten Todes zurück und beide kommen bei der Explosion des CDC um. Die letzte Einstellung zeigt das Abrücken der Kolonne von fünf Fahrzeugen mit den verbleibenden Überlebenden.

## Episoden
| Nr. (ges.) | Nr. (St.) | Deutscher Titel     | Originaltitel        | Erstausstrahlung USA | Deutschsprachige Erstausstrahlung (D) | Regie                 | Drehbuch                                          | Zuschauer (USA) |
| --- | --------- | ------------------- | -------------------- | -------------------- | ------------------------------------- | --------------------- | ------------------------------------------------- | --------------- |
| 1 | 1         | Gute alte Zeit      | Days Gone Bye        | 31. Okt. 2010        | 5. Nov. 2010                          | Frank Darabont        | Frank Darabont                                    | 5,35 Mio.       |
| Rick Grimes, Deputy im fiktiven King County, Georgia, erleidet während eines Einsatzes eine schwere Schussverletzung und fällt ins Koma. Als er in einem Krankenhaus erwacht, existiert die Welt, die er kannte, nicht mehr. Anscheinend hat eine Apokalypse stattgefunden, bei der die gesamte Umgebung von Zombies (sie werden im Laufe der Handlung „Streuner“, „Beißer“ oder „Walker“ genannt, aber nie Zombies) überrannt und fast komplett entvölkert wurde. Rick macht sich auf den Heimweg, um seine Frau Lori und seinen Sohn Carl aufzusuchen, kann sie jedoch nicht finden. Später trifft er auf zwei Überlebende aus einer benachbarten Gegend, die ihn über die jüngsten Ereignisse aufklären. Zudem erfährt er, dass die Bundesbehörde CDC angeblich eine Quarantänezone in Atlanta, Georgia, eingerichtet habe. Am nächsten Morgen macht sich Rick auf den Weg in die Metropole, da er dort seine Familie vermutet. Während Rick im Koma lag, ist Lori eine Beziehung mit dessen Arbeitskollegen Shane Walsh eingegangen und lebt mit ihrem Sohn und einer kleinen Gruppe von Überlebenden in einem kleinen Camp in einer ländlichen Gegend. Als Rick zu Pferd in Atlanta eintrifft, wird er von einer Horde Beißer angegriffen. In letzter Not rettet er sich in einen Panzer, während sein Pferd von den Beißern gefressen wird. |           |                     |                      |                      |                                       |                       |                                                   |                 |
| 2 | 2         | Gefangene der Toten | Guts                 | 7. Nov. 2010         | 12. Nov. 2010                         | Michelle MacLaren     | Frank Darabont                                    | 4,71 Mio.       |
| Glenn, ein junger Amerikaner koreanischer Herkunft, hilft Rick per Funkanweisungen, trotz der Walker außerhalb des Panzers aus diesem zu fliehen. Beide flüchten in ein mehrstöckiges Kaufhaus zu fünf anderen aus Glenns Gruppe, die für ein Camp außerhalb Atlantas Vorräte plündert. Der unachtsame Rick wird feindselig empfangen, gegenseitige Schuldzuweisungen folgen. Auf dem Flachdach des Kaufhaus bedroht Merle Dixon nach einem Ausraster die anderen Überlebenden mit seiner Waffe, wird von Rick überwältigt und mit einem Paar Handschellen an ein Rohr gefesselt. Verfolgende Beißer dringen bereits ins Kaufhaus ein; es ist abzusehen, dass die Masse der Untoten bald das Glas der Eingangstüren mit Steinen zerschlagen haben wird. Die Gruppe beschließt, mit Hilfe eines nahegelegenen Firmenwagens mit Kofferaufbau zu fliehen, da sie vermuten, dass auf dem Firmengelände auch die Fahrzeugschlüssel vorhanden sind. Rick und Glenn ziehen sich zwei Mäntel an und reiben sie mit dem Blut eines Untoten ein, um von den wandelnden Toten als ihresgleichen wahrgenommen zu werden. Auf dem Weg zum Firmengelände setzt plötzlich Regen ein, die Tarnung verliert ihre Wirkung, doch die beiden gelangen kämpfend noch rechtzeitig ins Fahrzeug. Glenn steigt in einen Dodge Challenger um und lockt die Kreaturen mittels des Diebstahlalarms vom Kaufhaus weg. Beim hastigen Aufbruch vom Kaufhausdach zum Rolltor im Wareneingangsbereich im Erdgeschoss fällt T-Dog der Schlüssel für die Handschellen in ein Regenabflussrohr; daraufhin verriegelt er die Stahltür zum Dach mit einer Kette und einem Schloss. Rick fährt vor das Rolltor und die Gruppe kann knapp vor den nun eindringenden Untoten das Kaufhaus verlassen. Die beiden Fahrzeuge verlassen Atlanta über einen Highway. |           |                     |                      |                      |                                       |                       |                                                   |                 |
| 3 | 3         | Tag der Frösche     | Tell It to the Frogs | 14. Nov. 2010        | 19. Nov. 2010                         | Gwyneth Horder-Payton | Charles H. Eglee, Jack LoGiudice & Frank Darabont | 5,07 Mio.       |
| Merle wurde gezwungenermaßen alleine auf dem Dach des Kaufhauses zurückgelassen. Als die Untoten versuchen, auf das Dach des Kaufhauses zu gelangen, gerät er immer mehr in Panik. In der Zwischenzeit trifft Rick im Camp der Überlebenden auf seine Familie und auf seinen alten Polizeikollegen Shane Walsh. Lori befiehlt daraufhin Shane, von ihr und ihrem Sohn fernzubleiben. Unter den Überlebenden befindet sich auch Daryl, der Bruder des auf dem Dach zurückgelassenen Merle. Rick fährt mit Daryl, T-Dog und Glenn zurück nach Atlanta, um Merle zu befreien. Zudem wollen sie die Waffen holen, die Rick auf der Straße verloren hatte, als er sich in den Panzer rettete. Dort angekommen gelangen sie mittels eines Bolzenschneiders auf das Kaufhausdach. Sie können jedoch Merle nicht finden, da dieser sich inzwischen von der Handschelle befreite, indem er sich mit einer Handsäge aus dem zurückgelassenen Werkzeugkasten seine Hand abgetrennt hat. |           |                     |                      |                      |                                       |                       |                                                   |                 |
| 4 | 4         | Vatos               | Vatos                | 21. Nov. 2010        | 26. Nov. 2010                         | Johan Renck           | Robert Kirkman                                    | 4,75 Mio.       |
| Bevor sie die Suche nach Merle fortsetzen, versucht die Gruppe, den Beutel mit den Waffen aufzusammeln. Sie werden jedoch von einer Bande attackiert, die ebenfalls hinter den Waffen her ist. Daryl schafft es, einen Angreifer festzuhalten, doch die anderen flüchten mit Glenn als Geisel in einem Auto. Nach dem Verhör der eigenen Geisel erfahren Rick und die anderen den Aufenthaltsort der Angreifer und hoffen auf einen Gefangenenaustausch. Sie werden von der größtenteils aus Latinos bestehenden Gang zurückgewiesen, die neben dem Gefangenen auch den Beutel mit den Waffen haben will. Die drohende Schießerei wird verhindert, als eine ältere Frau (die Großmutter eines der vorigen Angreifer) die Konfrontation unterbricht. Rick und seine Männer erkennen, dass die Gangster ein Pflegeheim leiten. Die Gang besteht aus zwei ehemaligen Angestellten eines Pflegeheims, das noch viele Einwohner beheimatet, sowie den danach dazugestoßenen Angehörigen der pflegebedürftigen Personen. Rick überlässt ihnen einen Teil der Waffen und kehrt mit seiner Gruppe zum Van zurück. Das Fahrzeug ist jedoch verschwunden, und sie vermuten, dass Merle es gestohlen hat. Währenddessen wird das Camp der Überlebenden von einer größeren Gruppe von Untoten angegriffen. Zum Opfer fallen ihnen Andreas jüngere Schwester Amy und Carols Ehemann Ed. Rick und die anderen treffen rechtzeitig ein, um die verbleibenden Walker mit den mitgebrachten Waffen zu töten und Schlimmeres zu verhindern. |           |                     |                      |                      |                                       |                       |                                                   |                 |
| 5 | 5         | Tag 194             | Wildfire             | 28. Nov. 2010        | 3. Dez. 2010                          | Ernest R. Dickerson   | Glen Mazzara                                      | 5,56 Mio.       |
| Während die Toten beerdigt und die Walker verbrannt werden, bleibt Andrea bei der Leiche von Amy, bis diese wieder als Untote zurückkehrt. Andrea entschuldigt sich bei ihr und schießt ihr mit einer Pistole in den Kopf. Jim wurde während des Kampfes gebissen, und die Gruppe beschließt nach einigen Diskussionen, ihn zum CDC zu bringen. Ein Teil der Gruppe löst sich von den anderen und entscheidet sich, nach Birmingham, Alabama zurückzukehren. Auf dem Weg zum CDC bleibt der Wohnwagen liegen, und Jim entscheidet sich, die Gruppe zu verlassen, damit er seine tote Familie wiedersieht, die möglicherweise als Walker immer noch in der Gegend sind. Der Rest der Gruppe reist weiter zum CDC-Gebäude, in dem sich ein Wissenschaftler von der Außenwelt abgeschottet hat und Tests an dem Virus durchführt, der die Toten auferstehen lässt. Als sich die Gruppe entschließt, das Gelände zu verlassen, da sie nicht in das Gebäude hineinkommt und davon ausgeht, dass es verlassen ist, bemerkt Rick, dass sich eine Sicherheitskamera bewegt. Er fleht vor der Kamera um Einlass, und nach einiger Zeit öffnet sich für die Gruppe überraschend die Sicherheitsjalousie. |           |                     |                      |                      |                                       |                       |                                                   |                 |
| 6 | 6         | Nichts mehr         | TS-19                | 5. Dez. 2010         | 10. Dez. 2010                         | Guy Ferland           | Adam Fierro & Frank Darabont                      | 5,97 Mio.       |
| In einer Rückblende versucht Shane während der beginnenden Invasion der Untoten, Rick aus dem Krankenhaus zu retten. Dabei sieht er, wie Soldaten neben den „Beißern“ auch Überlebende exekutieren. Da Rick im Koma liegt und Shane ihn nicht mitnehmen kann, verbarrikadiert er die Tür zum Krankenzimmer und flieht. Wieder zurück in der Gegenwart empfängt Dr. Jenner die Gruppe im CDC-Gebäude und stellt Nahrung und Unterkunft bereit. Betrunken versucht Shane sich an Lori anzunähern, wird aber abgewiesen. Am nächsten Morgen erklärt Dr. Jenner den Prozess im Gehirn, der nach einem Biss der Untoten beim Infizierten eintritt. Danach entdeckt die Gruppe einen Timer im Labor, der die Zeit herunterzählt. Jenner erklärt, dass das ganze Gebäude wegen Treibstoffmangels aufgrund eines Sicherheitsprotokolls durch eine Explosion zerstört werden wird und schließt die anderen Überlebenden mit sich ein, da dies seiner Meinung nach ein humaner Tod sei, schnell und schmerzlos. Die Gruppe ist jedoch von ihren Überlebenskünsten überzeugt und versucht auszubrechen. Rick überzeugt Jenner, sie freizulassen. Jenner flüstert ihm noch etwas Unhörbares zu, bevor die Gruppe entkommt. Jacqui will bei Jenner bleiben und sterben; Andrea entscheidet sich für dasselbe, wird aber gerade noch rechtzeitig von Dale überzeugt zu flüchten. Die beiden kommen mit Mühe aus dem Gebäude, bevor es explodiert. |           |                     |                      |                      |                                       |                       |                                                   |                 |